# Sándor Fazekas

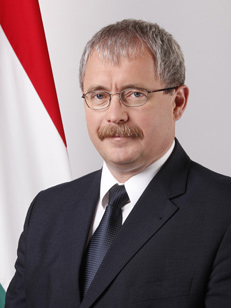
Sándor Fazekas

Sándor Fazekas (* 3. Mai 1963 in Karcag) ist ein ungarischer Politiker der Partei Fidesz – Ungarischer Bürgerbund und Abgeordneter im Ungarischen Parlament.

## Leben
Fazekas studierte Rechtswissenschaften an der Universität der Wissenschaften Szeged. Ab 1990  war er bis 2010 Bürgermeister seiner Heimatstadt Karcag. Von 1998 bis 2002 war und ab 2006 bis heute ist er Abgeordneter im Ungarischen Parlament. In den Jahren von 1998 bis 2002 war er zudem stellvertretender Vorsitzender der Fidesz-Fraktion. Von 2010 bis 2014 war Fazekas als Nachfolger von József Gráf Minister für Regionalentwicklung und Landwirtschaft im Kabinett Orbán II und von 2014 bis 2018 Landwirtschaftsminister im Kabinett Orbán III.